# Арабское завоевание Ирана
Арабское завоевание сасанидского Ирана происходило в середине VII века и положило конец существованию державы Сасанидов в 644 году, а также привело к упадку религии зороастризма на территории Персии, хотя окончательно династия Сасанидов пала в 651 году, когда Йездигерд III (632—651) — последний наследник её престола, был предательски убит. Это завоевание также привело к существенному уменьшению влияния на территории так называемого Большого Ирана зороастрийской религии и её почти полному исчезновению впоследствии.
Рост влияния мусульман совпал с беспрецедентной политической, социальной, экономической и военной слабостью в сасанидском Иране. Когда-то крупная мировая держава, Сасанидская империя исчерпала свои людские и материальные ресурсы после десятилетий войны против Византии. Внутриполитическая ситуация быстро ухудшилась после казни Шахиншах Хосрова II в 628 году. Впоследствии в течение следующих четырёх лет на престол были возведены десять новых претендентов. После разразившейся гражданской войны между различными фракциями империя больше не была централизована.

## Сасанидская империя до завоевания
Когда западные ученые впервые начали исследовать мусульманское завоевание Ирана, они полагались исключительно на рассказы армянского источника Себеоса и сообщения на арабском языке, написанные спустя некоторое время после описываемых ими событий. Наиболее значимой работой была, вероятно, работа Артура Кристенсена и его L’Iran sous les Sassanides, опубликованная в Копенгагене и Париже в 1944 году.
Недавние исследования стали ставить под сомнение традиционное повествование: «Парване Пуршариати» в своей книге «Упадок и падение Сасанидской империи: Сасанидо-парфянская конфедерация и арабское завоевание Ирана», опубликованной в 2008 году, предоставляет подробный обзор проблематичного характера попыток точно установить, что произошло, и множество оригинальных исследований, которые ставят под сомнение основные факты традиционного повествования, в том числе сроки и конкретные даты.
Центральный тезис Пуршариати заключается в том, что вопреки общепринятому мнению, Сасанидская империя была сильно децентрализована и фактически была «конфедерацией» с парфянами, которые сами сохранили высокий уровень независимости. Несмотря на победы над Византийской империей, парфяне неожиданно вышли из конфедерации, и в результате Сасаниды оказались плохо подготовлены к эффективной и сплочённой защите против мусульманских армий. Более того, могущественные северные и восточные парфянские семьи, Куст-и-Хварасан и Куст-и-Адурбадаган, отошли к своим опорным пунктам и заключили мир с арабами, отказавшись сражаться вместе с Сасанидами.
Ещё одна важная тема исследования Пуршариати — переоценка традиционных сроков. Пуршариати утверждает, что арабское завоевание Месопотамии «имело место в период с 628 по 632 год, а не, как это принято считать, в 632—634 годах, после прихода к власти последнего сасанидского царя Йаздгерда III (632—651)». Из этого предполагаемого изменения времени арабского завоевания вытекает важный вывод, что оно началось именно тогда, когда Сасаниды и парфяне были вовлечены в междоусобную войну за правопреемство на сасанидском престоле.
Начиная с I века до н. э. границей между Римской (позже Византийской) и Парфянской (позже Сасанидской) империями была река Евфрат. Эта граница постоянно оспаривалась и обе враждующие империи часто совершали глубокие вторжения на территории друг друга. Большинство сражений, и, следовательно, большинство укреплений, были сосредоточены в холмистых районах на севере, так как обширная Аравийская или Сирийская пустыня (Римская Аравия) отделяла конкурирующие империи на юге. Единственными опасностями, ожидаемыми с юга, были случайные набеги кочевых арабских племён. Поэтому обе империи объединились с небольшими, полунезависимыми арабскими княжествами, которые служили буферными государствами и защищали Византию и Персию от бедуинских атак. Гассаниды были византийскими вассалами, а Лахмиды — персидскими. Гассаниды и Лахмиды постоянно враждовали, но это не сильно повлияло на византийцев или персов. Однако в VI—VII веках появился ряд новых факторов, которые разрушили баланс сил, сложившийся в течение многих веков.
Византийские вассалы, арабские Гассаниды, обратились в монофизитскую форму христианства, которая была признана византийской православной церковью ересью. Византийские власти пытались подавить эту ересь, отчуждая Гассанидов и разжигая восстания на их границах в пустыне. Лахмиды также восстали против персидского царя Хосрова II. Ан-Нуман III, первый христианский правитель Лахмидов, был свергнут и убит Хосровом II в 602 году из-за его попытки сбросить персидский сюзеренитет. После убийства самого Хосрова Персидская империя распалась, и Лахмиды стали полунезависимы. В настоящее время широко распространено мнение, что аннексия королевства Лахмидов была одним из главных факторов падения Сасанидской империи и последующего исламского завоевания Персии, так как разгневанные на Иран Лахмиды согласились выступить в качестве шпионов для мусульман после поражения от Халида ибн аль-Валида.
Иранский правитель Хосров II с помощью византийцев подавил опасное восстание Бахрама Чубина. Впоследствии он направил свою энергию на своих традиционных византийских врагов, что привело к длительной византийско-сасанидской войне 602—628 годов. В течение нескольких лет его завоевания шли довольно успешно. С 612 по 622 он расширил границы Ирана почти до той же степени, в которой они находились при династии Ахеменидов (550—330 гг. до н. э.), захватив западные земли вплоть до Египта, Палестины (завоевание последней произошло с помощью еврейской армии).

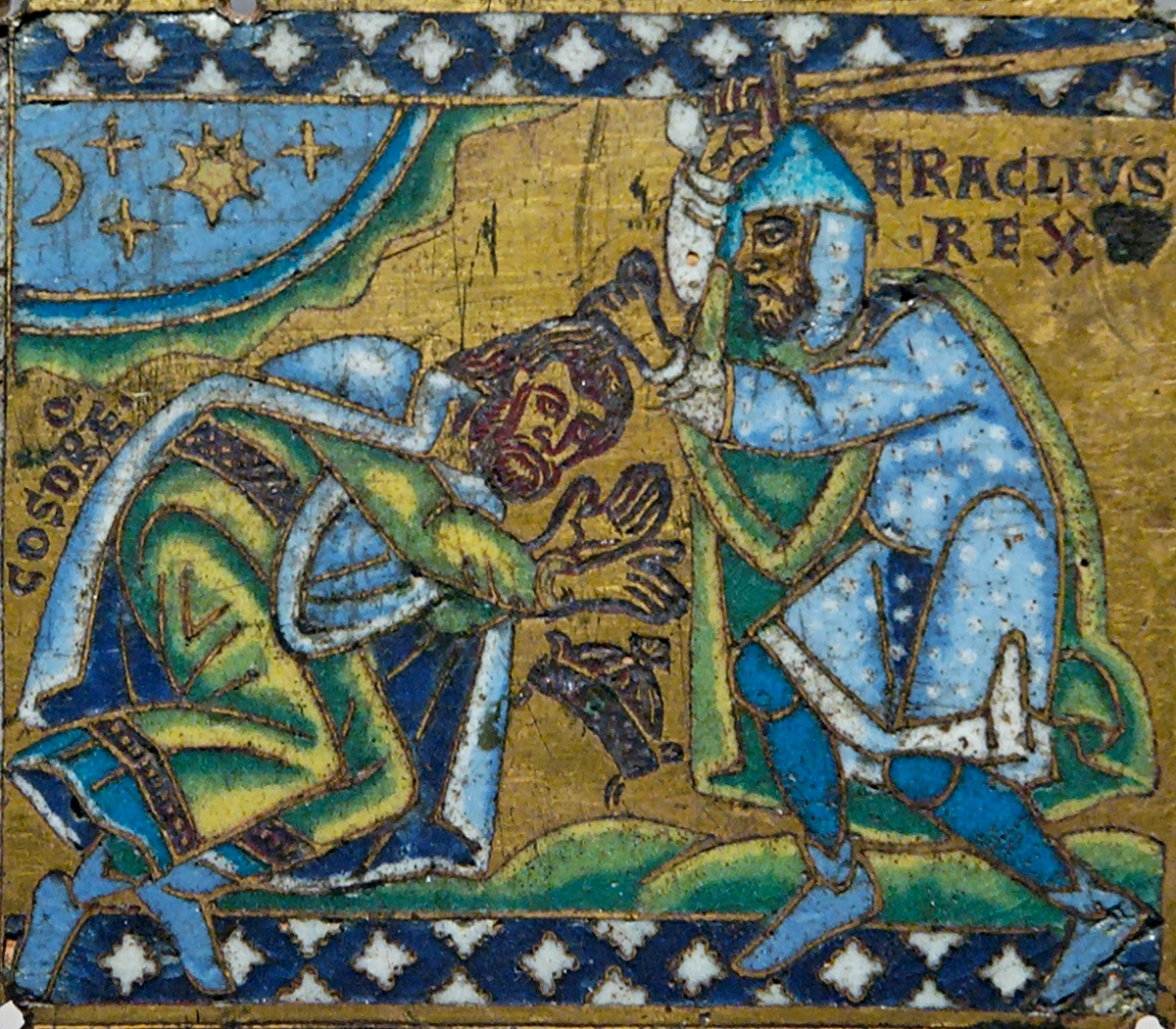
Шахиншах Хосров II покоряется византийскому императору Ираклию (Пропагандистская аллегория — Хосров в действительности никогда официально не признавал главенства Ираклия)

В 622 году при Ираклии византийцы перегруппировались и начали контрнаступление. Хосров потерпел поражение в битве при Ниневии в 627 году, и византийцы захватили всю Сирию и проникли далеко в персидские провинции Месопотамии. В 629 году генерал Хосрова Шахрвараз согласился на мир, и граница между двумя империями вернулась к положению на 602 год.
Хосров II был убит в 628 году, в результате чего на трон было множество претендентов; с 628 по 632 год десять персидских правителей сменяли друг друга. Последний, Йездегерд III, был внуком Хосрова II и, как сообщается, был 8-летним ребёнком.
Исламская традиция гласит, что после Худайбийского договора 628 года пророк Мухаммед отправлял множество писем князьям, королям и вождям различных племён и царств того времени, призывая их принять ислам. Эти письма были доставлены послами в Иран, Византию, Эфиопию, Египет, Йемен и Хиру (Ирак). Это утверждение было подвергнуто тщательному анализу некоторыми современными историками ислама, в частности Гриммом и Каэтани. Особенно спорным является утверждение о том, что Хосров II получил письмо от Мухаммеда, поскольку маловероятно, что письмо от правителя незначительной региональной державы могло попасть бы в руки Шаханшаха. Что касается Ирана, мусульманские истории далее рассказывают, что в начале седьмого года хиджры (ок. 629 г.) Мухаммед поручил одному из своих сподвижников, Абдуллаху ибн Хузафе ас-Сахми, донести своё письмо Хосрову II, в котором он обратился:

Во имя Аллаха Милостивого, Милосердного.
От Мухаммеда, раба Аллаха и посланника Его, Хосро[ву] — великому из персов. Мир тому, кто следует правильному пути и верует в Аллаха и посланника Его, и свидетельствует, что нет божества, кроме Аллаха единого. Нет Ему сотоварища, и истинно Мухаммед — Его раб и посланник Его. Призываю тебя молитвой к Аллаху, ибо истинно я — посланник Аллаха ко всему человечеству, чтобы предупредить тех, кто живёт, и утвердить Слово против неверующих. Прими ислам — и ты спасен. А если ты откажешься от него, то на тебе вина магов.
Существуют разные версии реакции Хосрова II. Почти все утверждают, что он уничтожил письмо в гневе. Сообщается, что узнав об этом, Пророк сказал: «Аллах разорвет царство Хосрова так же, как Хосров разорвал мое письмо».
Пророк Мухаммед умер в июне 632 года, а Абу Бакр получил титул халифа и политического преемника в Медине. Вскоре после правопреемства Абу Бакра несколько арабских племен восстали в «войнах с вероотступниками» (ридда). Войны с вероотступниками шли в Халифате до марта 633 года и закончились тем, что под властью халифа в Медине оказался весь Аравийский полуостров.
Трудно сказать, действительно ли Абу Бакр намеревался совершить завоевание за пределами полуострова. Однако, он дал начало исторической траектории (продолженной позже Умаром и Усманом), которая всего за несколько коротких десятилетий приведет к созданию одной из крупнейших империй в истории, начавшейся с конфронтации с империей Сасанидов.

## Первое вторжение в Месопотамию

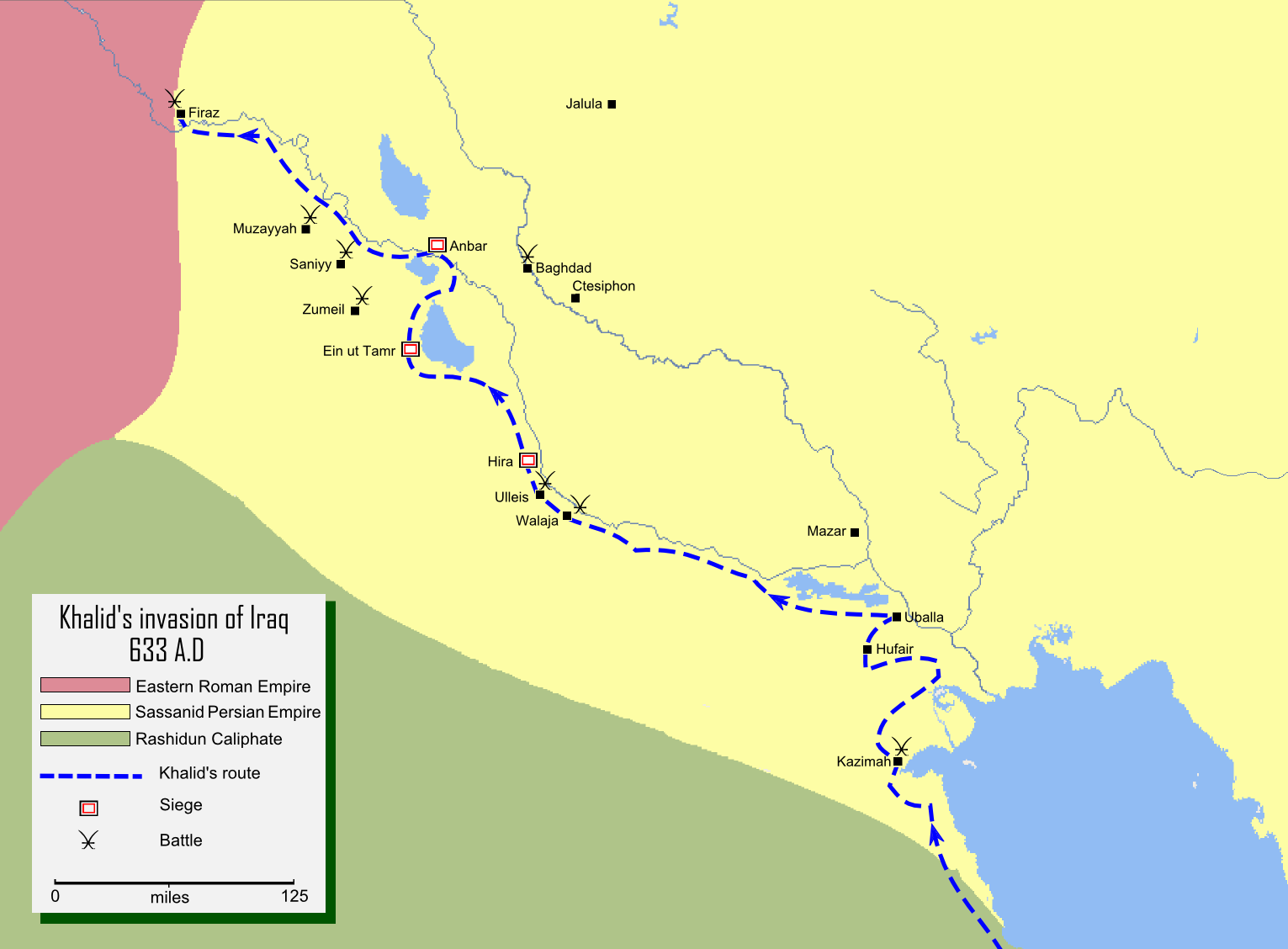
Карта завоевания Халидом ибн аль-Валидом Месопотамии

После войны с вероотступниками вождь племени северо-восточной Аравии аль-Мутанна ибн Хариса совершил набег на персидские города в Месопотамии (ныне Ирак), бывшую вместе с Вавилонией «яблоком раздора» между Римской империей и Сасанидским Ираном в эпоху Римско-персидских войн, а также политическим и экономическим центром государства Сасанидов. Абу Бакр был достаточно силён, чтобы напасть на Персидскую империю на северо-востоке и Византийскую империю на северо-западе. Для этого завоевания было три цели. Во-первых, вдоль границы между Аравией и этими двумя великими империями были многочисленные кочевые арабские племена, служившие буфером между персами и римлянами. Абу Бакр надеялся, что эти племена могут принять ислам и помочь своим братьям в его распространении. Во-вторых, персидское и римское население облагалось очень высокими налогами; Абу Бакр полагал, что их можно убедить помочь мусульманам, которые согласились освободить их от чрезмерной дани. Наконец, Абу Бакр выразил надежду, что, напав на Ирак и Сирию, он сможет устранить опасность для границ исламского государства. Во время успешных рейдов было захвачено значительное количество добычи. Аль-Мутанна ибн Хариса отправился в Медину, чтобы сообщить Абу Бакру о своём успехе, и был назначен главнокомандующим своего народа, после чего он начал совершать набеги на Месопотамию. Используя мобильность своей лёгкой кавалерии, он мог легко совершить набег на любой город возле пустыни и снова исчезнуть в пустыне, вне досягаемости сасанидской армии. Успешные действия аль-Мутанны побудили Абу Бакра задуматься о расширении Праведного халифата.
Чтобы обеспечить победу, Абу Бакр принял два решения относительно нападения на Иран: во-первых, вторгшаяся армия должна будет полностью состоять из добровольцев; и, во-вторых, командовать армией должен Халид ибн Валид. Когда Абу Бакр приказал Халиду вторгнуться в империю Сасанидов, тот все находился в аль-Ямаме, где одержал победу над самопровозглашенным пророком Мусайлимой. Сделав аль-Хиру целью Халида, Абу Бакр послал подкрепление и приказал вождям племён северо-восточной Аравии, аль-Мутанне ибн Харисе, Маджуру ибн Ади, Хармале и Сульме действовать под командованием Халида. Примерно в третьей неделе марта 633 года Халид отправился из аль-Ямамы с армией в 10 000 человек. К ним присоединились вожди племен, по 2000 воинов в каждом, увеличив его армию до 18 000 человек.
Войдя в Месопотамию, Халид одержал победы в четырёх последовательных битвах: в битве сцеплённых в апреле; сражении на реке в третьей неделе апреля; битве при аль-Валадже в следующем месяце и битве при Уллайсе в середине мая. Персидский двор, занятый внутренними проблемами, оказался в хаосе. В последнюю неделю мая важный город Хира пал перед мусульманами. Покинув свою армию, в июне Халид осадил город аль-Анбар, который сдался в июле. Затем Халид двинулся на юг и завоевал город Айн Тамр в последнюю неделю июля.
Халид получил призыв о помощи из северной Аравии, где другой арабский военачальник Ияд ибн Ганм оказался в ловушке среди мятежных племён. Халид отправился туда и разбил повстанцев в битве при Давмат аль-Джандаль в последнюю неделю августа. По возвращении он получил известие о сборе большой персидской армии. Он решил разгромить её по частям, чтобы избежать риска быть побежденным объединённой персидской армией. В Ханафизе, Зумиеле, Санни и Музии располагались четыре подразделения персидских и христианских арабских вспомогательных подразделений. Халид разделил свою армию на три части и использовал их в хорошо скоординированных атаках на персов с трёх разных сторон ночью, в битве при Музайяхе, а затем в битве при Санийе и, наконец, в битве при Зумаиле в ноябре. Эти поражения положили конец персидскому контролю над Месопотамией и сделали уязвимой персидскую столицу Ктесифон. Прежде чем напасть на Ктесифон, Халид решил уничтожить все персидские войска на юге и западе. Соответственно, он выступил против пограничного города Фираз, где он разгромил объединённые силы персов, византийцев и арабов—христиан. Это была последняя битва в его завоевании Месопотамии. Пока Халид собирался напасть на Кадисию (ключевой форт на пути в Ктесифон), Абу Бакр приказал ему отправиться на римский фронт в Сирии, чтобы принять там командование. Персы были ослаблены войнами с Византией. Тем не менее, Империя Сасанидов всё ещё оставалась огромной державой, владевшей землями от Малой Азии до Индии. После отправки Халида на византийский фронт в Леванте мусульмане в конечном итоге потеряли свои владения из-за сасанидских контратак.

## Битва при Кадисии
Согласно завещанию Абу Бакра, Умар должен был продолжить завоевание Сирии и Месопотамии. На северо-восточных границах государства, в Месопотамии, ситуация быстро ухудшалась. Мусульманская армия была вынуждена покинуть завоеванные районы и сосредоточиться на границе. Умар немедленно отправил подкрепление, чтобы помочь Мутанне ибн Харисе в Месопотамии. В это время в Саваде произошла серия сражений между персами и арабами, в которых арабам удалось сохранить свое присутствие в регионе. Позже персы победили Абу Убейда в битве на мосту. Тем не менее, Мутанна бин Хариса вышел победителем из битвы при Бувайбе. В 635 году Йездегерд III заключил союз с императором Ираклием и женился на дочери последнего (или, по некоторым данным, на его внучке), чтобы закрепить союз. В то время как Ираклий готовился к кампании в Леванте, персидский царь приказал собрать огромные армии, чтобы навсегда вытеснить мусульман из Месопотамии путем серии хорошо скоординированных атак на два фронта.

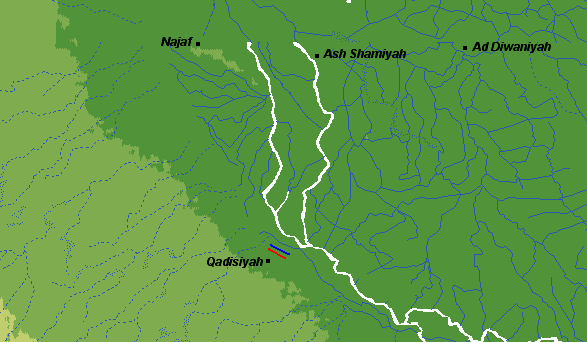
Место битвы при Кадисии: мусульманская армия (красным цветом) и армия сасанидов (синим цветом)

Умар приказал своей армии отступить к арабской границе и начал собирать войска в Медине для ещё одной кампании в Месопотамию. Из-за критической ситуации Умар хотел лично командовать армией, но арабские старейшины возражали, утверждая, что война на два фронта требует присутствия Умара в Медине. Соответственно, Умар назначил командующим Саада ибн Абу Ваккаса, уважаемого и опытного офицера, хотя Саад страдал от радикулита. Саад покинул Медину со своей армией в мае 636 года и прибыл в Кадисию в июне.
В то время как Ираклий начал свое наступление в мае 636 года, Йездегерд не смог собрать свои армии вовремя, чтобы оказать византийцам поддержку. Умар, якобы зная об их союзе, извлек выгоду из этой неудачи: не желая рисковать войной с двумя великими державами одновременно, он быстро выдвинулся, чтобы усилить мусульманскую армию в Ярмуке, чтобы сразиться с византийцами и победить их. Тем временем Умар приказал Сааду вступить в мирные переговоры с Йездегердом III и предложить ему принять ислам, чтобы получить передышку. Ираклий дал указание своему генералу Вагану не вступать в битву с мусульманами, пока не получит чёткие приказы; однако, опасаясь арабских подкреплений, Ваган напал на мусульманскую армию в битве при Ярмуке в августе 636 года и был разгромлен.
Византийская угроза отпала, но империя Сасанидов по-прежнему представляла собой грозную силу с огромными людскими ресурсами, и арабы вскоре столкнулись с персидской армией, собранной со всех концов империи, с боевыми слонами и опытными командирами. Тем не менее, в течение трёх месяцев Саад разбил персидскую армию в битве при Кадисии, фактически положив конец правлению Сасанидов к западу от самого Ирана. Эта победа в значительной степени стала поворотным моментом в развитии ислама и началом перехода региона от Античности к Раннему Средневековью. Когда большая часть иранских сил была побеждена, халиф Умар счел нужным, чтобы мусульманское войско наступало в направлении столицы сасанидского Ирана Ктесифона. Саад продолжил наступление и захватил Вавилон, Куту, Сабах и Бахурасир. Ктесифон, столица империи Сасанидов, пал в марте-июне 637 года после трёхмесячной осады.

## Завоевание Месопотамии (636—638)
В декабре 636 года Умар приказал Утбе ибн Газванe отправился на юг, чтобы захватить аль-Убуллу (известный как «порт Апологос») и Басру, чтобы разорвать связи между Персией и Ктесифоном. Утба прибыл в апреле 637 года и захватил регион. Персы отступили в область Майсан, который также позже захватили мусульмане.
После завоевания Ктесифона несколько отрядов были немедленно отправлены на запад, чтобы захватить Цирцесий и Хит, форты на византийской границе. Несколько персидских армий всё ещё действовали к северо-востоку от Ктесифона в Джалауле и к северу от Тигра, в Тикрите и Мосуле.
После ухода из Ктесифона персидские армии собрались в Джалауле, имевшем стратегическое значение из-за дорог, ведущих отсюда в Месопотамию, Хорасан и Азербайджан (историко-географическая область на северо-западе Ирана). Персидскими войсками в Джалауле командовал Михран. Его заместителем был Фаррухзад, брат Рустама, который командовал персидскими войсками в битве при Кадисии. Умар решил сначала разобраться с Джалаулой, расчистив тем самым путь на север, прежде чем предпринимать какие-либо решительные действия против Тикрита и Мосула. Умар назначил Хашима ибн Утбу ответственным за захват Джалаулы, а Абдуллу ибн Мутаама — за захват Тикрита и Мосула. В апреле 637 года Хашим привел 12 000 солдат из Ктесифона, чтобы одержать победу над персами в битве при Джалауле. Затем он осадил Джалаулу на семь месяцев, завершив захват города. Затем Абдулла ибн Мутаам выступил против Тикрита и захватил город с помощью христиан после ожесточённого сопротивления. Далее он двинулся в Мосул, которая сдался при условии уплаты джизьи. С победой при Джалауле и оккупацией региона Тикрит-Мосул вся Месопотамия оказалась под контролем мусульман.
После этого мусульманские силы под командованием Каака устремились в погоню за отступавшими персами в Ханикине, в 25 километрах от Джалаулы. Каака победил персидские войска в битве при Ханикине и захватил город. Персы удалились в Хулван. Каака осадил город, который был захвачен в январе 638 года. Каака просил разрешения двинуться глубже в Персию, но Умар отказал, написав в ответ:

Я бы хотел, чтобы между Сувадом и персидскими холмами были стены, которые не позволили бы им добраться до нас и не дали бы нам добраться до них. Нам достаточно плодородного Сувада; я предпочитаю безопасность мусульман войне.

## Иранские контратаки на Месопотамию (638—641)
К февралю 638 года на персидском фронте наступило затишье. Сувад, долины Тигра и Евфрат были теперь под полным мусульманским контролем. Персы ушли к востоку от гор Загрос. Однако они не примирились с новым статус-кво в регионе и несколько раз пытались вернуть завоёванную мусульманами Месопотамию. Во второй половине 638 года Ормузан, один из семи великих вождей Персии и командир корпуса в битве при Кадисии, усилил свои набеги на Месопотамию. По указанию Умара Саад напал на Ормузана, а Утба ибн Газван заставил его заключить мирный договор, в соответствии с которым Ахваз оставался во владении Ормузана как мусульманское вассальное государство. Однако Ормузан позже нарушил договор, вынудив Умара отправить Абу Мусу Ашаари, губернатора Басры, чтобы усмирить его. После очередного поражения Ормузан был вынужден подписать ещё один договор на тех же условиях, что и предыдущий. Этот мир также оказался недолгим после того, как Ормузан был усилен свежими персидскими войсками, посланными Йездегердом III в конце 640 года. Войска сосредоточились в Тастере, к северу от Ахваза. Умар направил губернатора Куфы Аммара ибн Ясира, губернатора Бусры Абу Мусу и Нумана ибн Мукарина, и Ормузан был побежден, взят в плен и отправлен к Умару в Медину. Ормузан, по-видимому, принял ислам и оставался полезным советником Умара в течение оставшейся части персидской кампании. Считается также, что он был вдохновителем убийства Умара в 644 году.
После победы при Тустаре Абу Муса в январе 641 года выступил против стратегически важных Суз, захватил город после нескольких месяцев осады. Затем Абу Муса выступил против Джунде-Сабура, единственного города, имевшего военное значение в персидской провинции Хузистан, который сдался мусульманам после осады в течение нескольких недель.

## Битва при Нехавенде (642)
После завоевания Хузистана Умар хотел мира. Несмотря на значительное ослабление, образ Персидской империи как грозной сверхдержавы по-прежнему находил отклик в умах многих арабов, и Умар остерегался ненужного военного конфликта с ней, предпочитая оставлять в стороне персов: «Хотелось бы, чтобы между нами и иранцами была огненная гора, чтобы ни они, ни мы не могли добраться до них». Однако арабская победа уязвила персидскую гордость, для персов было также невыносимо мириться с потерей Месопотамии, много веков являвшейся их владением.

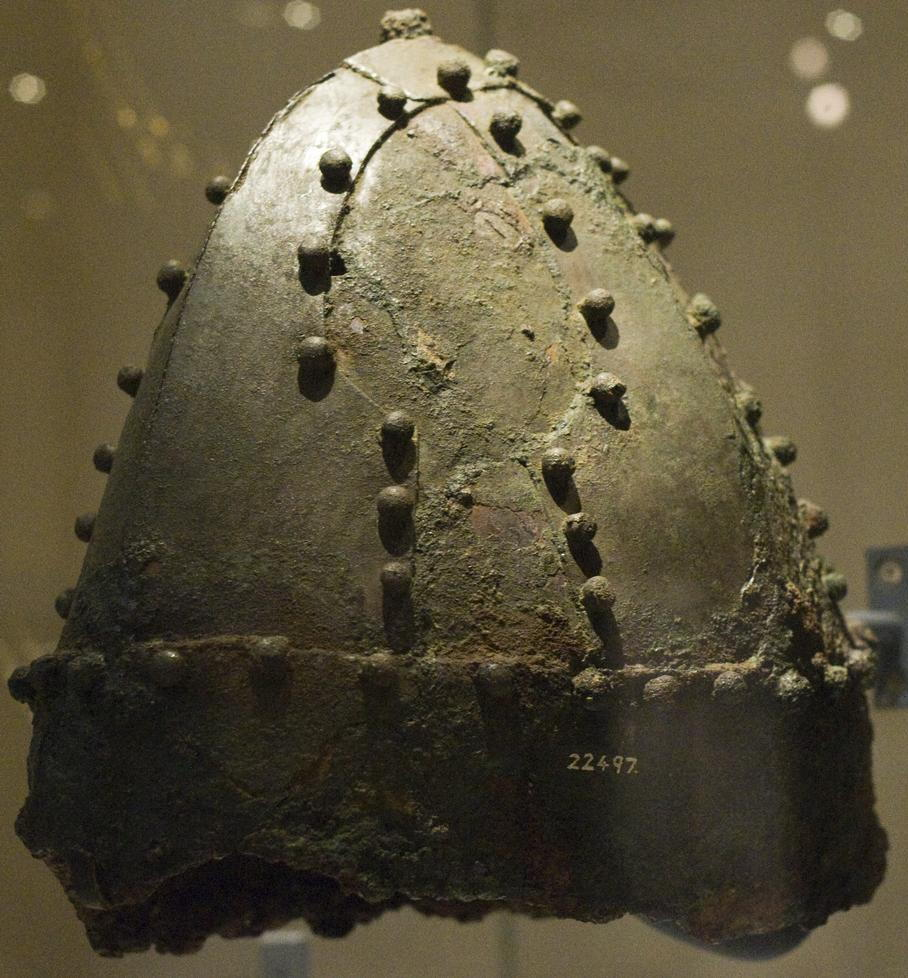
Сасанидский военный шлем

После поражения персидских войск в битве при Джалуле в 637 году Йездегерд III отправился в Рей, а оттуда в Мерв, где он основал свою новую столицу, и направил своих генералов для проведения непрерывных набегов в Месопотамии. Через 4 года Йездегерд III почувствовал себя достаточно сильным, чтобы снова бросить вызов мусульманам за контроль над Месопотамией. Он нанял 100 000 закаленных ветеранов и молодых добровольцев со всех концов Ирана под командованием Мардан-шаха, который отправился в Нехавенд для решающей битвы с Халифатом.
Губернатор Куфы Аммар ибн Ясир получил сведения о персидских манёврах и сосредоточении сил в Нахавенде и сообщил о них Умару. Хотя Умар выразил желание, чтобы Месопотамия была его восточной границей, концентрация персидской армии в Нахавенде заставила его действовать. Теперь он полагал, что до тех пор, пока сам Иран оставался под властью сасанидов, набеги в Месопотамию будут продолжаться. Худейфа ибн Аль-Яман был назначен командующим силами в Куфе, и ему было приказано идти в Нахавенд. Абу Муса должен был идти в Нахавенд из Басры, а Нуман ибн Мукаррин — из Ктесифона. Умар решил лично возглавить армию, сосредоточенную в Медине, и следовать в Нахавенд, чтобы взять на себя общее командование. Старейшины предложили, чтобы Умар командовал кампанией из Медины, назначив проницательного полевого командира в Нахавенда. Умар согласился, назначив Мугира ибн Шубу командующим силами, сосредоточенными в Медине, а Нумана ибн Мукаррина — главнокомандующим в Нахавенде. Мусульманская армия сначала сконцентрировалась в Тазаре, а затем разбила персов в битве при Нехавенде в декабре 642 года. Нуман погиб в бою, и, согласно указаниям Умара, Худейфа ибн Аль-Яман стал новым главнокомандующим. После этого мусульмане захватили весь район Хамадана, встретив лишь слабое сопротивление.

## Завоевание Спахана (Исфахана) и Рея (643—644)
Через несколько лет халиф Умар принял новую наступательную стратегию, готовясь полностью захватить то, что осталось от империи Сасанидов. Битва при Нехавенде была одной из решающих битв в истории ислама и оказалась ключом к Фарсу. После сокрушительного поражения при Нехавенде последний шахиншах сасанидов Йездегерд III бежал в отдалённые земли Ирана, пытаясь сформировать новую армию, в то время как Умар попытался захватить его.
Умар решил нанести удар по персам сразу после их поражения при Нехавенде, пока он ещё обладал психологическим преимуществом после одержанной победы. Умару нужно было решить, какую из трёх провинций завоевать в первую очередь: Фарс на юге, Азербайджан на севере или Исфахан в центре. Умар выбрал Исфахан, так как он был сердцем сасанидской империи и каналом снабжения и связи между гарнизонами, его захват изолировал бы Фарс и Азербайджан от Хорасана, оплота Йездегерда. После захвата Фарса и Исфахана должны были начаться скоординированные атаки против Азербайджана, северо-западной провинции, и Систана, самой восточной провинции Персидской империи. Завоевание этих провинций оставило бы Хорасан изолированным и уязвимым.
Подготовка к кампании была завершена к январю 642 года. Успех плана зависел от того, насколько эффективно Умар скоординировал бы атаки из Медины, примерно в 1500 километрах от Персии, и от мастерства его полевых командиров. Умар принял новый подход к командованию. Вместо того, чтобы назначить одного полевого командира для проведения кампании, Умар назначил нескольких, каждый из которых имел свою миссию. Как только миссия командира закончится, он становился обычным солдатом под командованием нового полевого командира для выполнения миссии последнего. Цель этой стратегии состояла в том, чтобы позволить командирам приблизиться к своим солдатам и напомнить им, что они такие же, как и все остальные: командование даётся только наиболее компетентным, и после окончания битвы командир возвращается на свою прежнюю позицию.
Накануне кампании Умар, чтобы поднять боевой дух, решил восстановить Халида ибн аль-Валида на посту полевого командира через четыре года после его увольнения. Репутация Халида как завоевателя восточно-римских провинций деморализовала персидских командиров, большинство из которых уже были побеждены им во время завоевания Месопотамии в 633 году. Однако, прежде чем Умар смог издать приказ о повторном назначении, Халид умер в Эмесе.
Умар строго приказал своим командирам консультироваться с ним, прежде чем предпринимать какие-либо решительные действия в Персии. Все командиры, прежде чем приступить к кампаниям, получили указание отправить подробный отчёт о географии и местности региона, а также о расположении персидских гарнизонов, фортов, городов и войск. Затем Умар отправил им подробный план того, как он хочет захватить регион. Но тактические вопросы были оставлены на усмотрение полевых командиров в соответствии с ситуацией, с которой они столкнутся на своих фронтах.

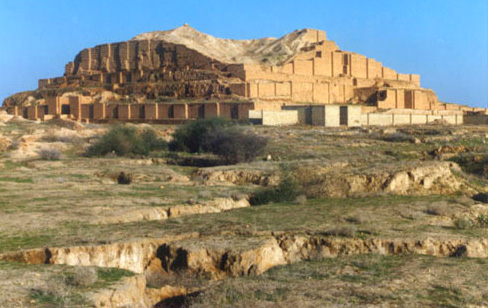
Зиккурат в Дур-Унташе, Хузистан

После кончины Халида Умар назначил Абдуллу ибн Усмана командующим мусульманскими силами для вторжения в Исфахан. Из Нехавенда Нуман ибн Муккарин двинулся к Хамадану, а затем продвинулся на 370 километров к юго-востоку к городу Исфахан, победив там сасанидскую армию. Вражеский командующий Шахрвараз Джадхуйх вместе с другим сасанидским военачальником был убит во время битвы. Нуман, усиленный новыми войсками из Басры и Куфы под командованием Абу Муса Ашаари и Ахнафа ибн Кайса, осадил город. Осада продолжалась в течение нескольких месяцев, прежде чем город сдался.
В 651 году Нуайм ибн Муккарин, брат Нумана, прошёл на северо-восток в Рей, примерно в 320 километрах от Хамадана, и осадил город, который сдался после ожесточенного сопротивления. Затем Нуайм прошёл 240 километров к северо-востоку до Кума, который был захвачен без особого сопротивления. Далее к северо-востоку находился Хорасан, а на юго-востоке лежал Систан. Тем временем Хамадан и Рей восстали. Умар отправил Нуайма, чей брат Нуман недавно умер, в Хамадан, чтобы подавить восстание и зачистить западную границу Исфахана. После кровопролитной битвы Нуайм вернул Хамадан, а затем отправился к Рей. Там тоже персы сопротивлялись, но потерпели поражение за пределами крепости, и мусульмане захватили город. Из Рея Нуайм двинулся на север в сторону Табаристана, к югу от Каспийского моря. Правитель Табаристана подписал мирный договор с Халифатом.

## Завоевание Фарса (Парса) (639-648)
Мусульманское вторжение в Фарс началось в 639 году, когда губернатор Бахрейна аль-Ала ибн аль-Хадрами, победив некоторые мятежные арабские племена, захватил остров Бахрейн в Персидском заливе. Хотя аль-Ала и остальным арабам было приказано не вторгаться в Фарс, он и его люди продолжали набеги в провинцию. Аль-Ала быстро подготовил армию, которую он разделил на три группы: одну под командованием аль-Джаруда ибн Муаллы, другую под командованием аль-Саввара ибн Хаммама и третью под командованием Хулайда ибн аль-Мундира ибн Савы.
Когда первая армия вошла в Фарс, она была быстро разбита, а Аль-Джаруд убит. То же самое вскоре произошло со второй армией. Однако третьей повезло больше: Хулайду удалось отбиться от персов, но он не смог уйти в Бахрейн, поскольку сасаниды блокировали ему путь к морю. Умар, узнав о вторжении аль-Ала в Фарс, заменил его на посту губернатора на Саада ибн Абу Ваккаса. Затем Умар приказал Утбе ибн Газвану отправить подкрепление к Хулайду. Как только подкрепление прибыло, Хулайду и некоторым его людям удалось уйти в Бахрейн, а остальные отступили в Басру.
В 643 году Усман ибн Аби аль-Ас захватил Бишапур, который подписал мирный договор. В 644 году аль-Ала снова напал на Фарс из Бахрейна, достигнув Эстахра, пока не был отбит иранским правителем (марзбаном) Фарса Шахрахом. Некоторое время спустя Усману ибн Абу аль-Асу удалось основать военную базу в Таувадж, и вскоре он победил и убил Шахраха возле Ревшахра. Затем Умман ибн Аби аль-Ас послал персидского новообращенного в ислам Ормоза ибн Хайяна аль-Абди, чтобы напасть на крепость, известную как Сенез, на побережье Фарса. После вступления Усмана ибн Аффана на престол в качестве жители Бишапура под руководством брата Шахраха провозгласили независимость, но потерпели поражение.
В 648 году Абдуллах ибн аль-Ашари заставил правителя Эстахра Махака сдать город. Однако жители города позже восстали в 649/650 году, когда его недавно назначенный губернатор, Абд-Аллах ибн Амир, пытался захватить Гор. Военный губернатор Эстахра Убайдаллах ибн Мамар был побежден и убит. В 650/651 годах Йездегерд отправился в Гор, чтобы спланировать организованное сопротивление арабам. Однако Эстахр не оказал сильного сопротивления и вскоре был занят арабами, которые убили более 40 000 защитников крепости. Затем арабы быстро захватили Гор, Казерун и Сираф, а Йездегерд бежал в Керман. Мусульманский контроль над Фарсом некоторое время оставался шатким, и после завоевания последовало несколько местных восстаний.

## Завоевание Кермана и Сакастана (644-652)
Экспедиция в Керман Сухайла ибн Ади была отправлена примерно в то же время, что и экспедиции в Систан и Азербайджан. Сухайл вышел из Басры в 643 году; пройдя через Шираз и Персеполис, он присоединился к другим армиям и двинулся против Кермана, который был захвачен после решительного сражения с местными гарнизонами.

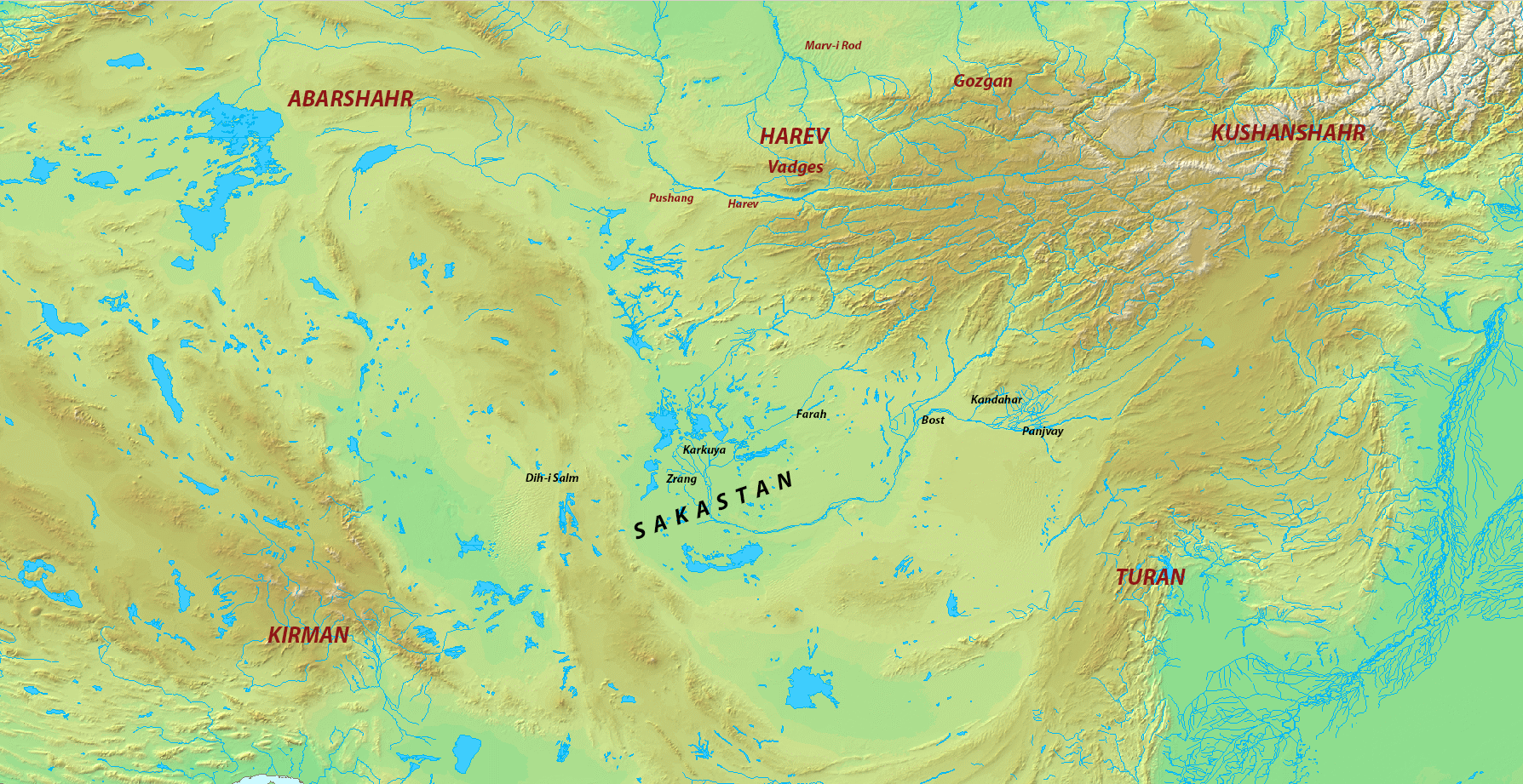
Карта Сакастана при Сасанидах

В 650 году Абдуллах ибн Амир, закрепившись в Кермане, отправил армию в Сакастан под руководством Муджаси ибн Масуда. Пройдя через пустыню Деште-Лут, Муджаси ибн Масуд достиг Сакастана, но потерпел тяжёлое поражение и был вынужден отступить.
Год спустя Абдаллах ибн Амир послал армию под руководством Раби ибн Зияда Харити в Сакастан. Через некоторое время Раби достиг Залика, пограничного города, где он заставил знать признать власть арабов. Затем он сделал то же самое в крепости Каркуя, в которой был знаменитый храм огня. Далее Раби осадил столицу провинции Зарандж и после тяжёлой битвы за городом его губернатор Апарвиз сдался. Когда Апарвиз отправился к Раби ибн Зияду, чтобы договориться о заключении договора, он увидел, что Раби использует тела двух убитых солдат в качестве стула. Это ужаснуло Апарвиза, который, чтобы избавить жителей Сакастана от арабов, заключил с ними мир в обмен на огромную дань в размере 1 миллиона дирхамов. Раби ибн Зияд был назначен губернатором провинции.
Восемнадцать месяцев спустя Раби был вызван в Басру, и его заменил Абд аль-Рахман ибн Самура. Жители Сакастана воспользовались этой возможностью, чтобы восстать, перебив мусульманский гарнизон в Зарандже. Когда Абд аль-Рахман ибн Самура достиг Сакастана, он подавил восстание и захватил несколько городов в Забулистане.

## Завоевание южного Кавказа

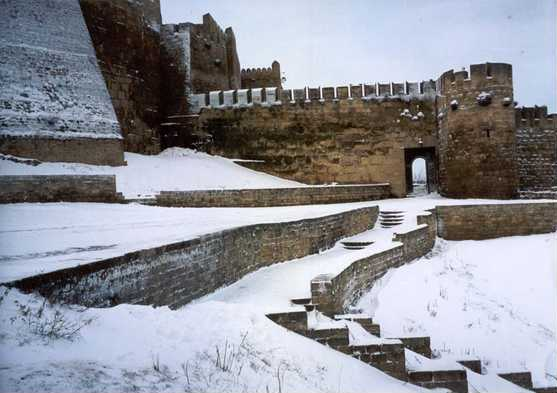
Сасанидская крепость Дербента

Завоевание иранского Азербайджана началось в 651 году. Худейфа ибн аль-Яман прошёл от Рея в центрального Ирана до Зенджана, хорошо укрепленной персидской крепости на севере. Персы вышли из города и дали бой, но Худейфа победил их и захватил город. От Зенджана Худхйфа прошёл к Ардебилю, который сдался. Затем Худейфа продолжил свой поход на север вдоль западного побережья Каспийского моря и захватил Баб аль-Абваб. В этот момент Худейфа был отозван Усманом, его заменили Букаир ибн Абдулла и Утба ибн Фаркад. Их послали для осуществления двустороннего нападения на Азербайджан: Букаир следовал вдоль западного побережья Каспийского моря, Утба — по центру Азербайджана. По пути на север Букаир был остановлен крупными персидскими войсками под командованием Исфандияра, сына Фаррухзада. Разгорелась битва, после которой Исфандияр был побежден и взят в плен. В обмен на свою жизнь он согласился сдать свои владения в Азербайджане и убедить других подчиниться мусульманскому правлению. Затем Утба ибн Фаркад победил Бахрама, брата Исфандияра. В итоге весь Азербайджан сдался халифу, согласившись оплатить ежегодную джизью.
Иранская Армения, к северу от Азербайджана, оставалась в руках персов вместе с Хорасаном. Снова Умар направил одновременные экспедиции на крайний северо-восток и северо-запад Сасанидской империи, одну в Хорасан в конце 643 года, а другую в Армению. Букайру ибн Абдулле, который недавно покорил Азербайджан, было приказано захватить Тифлис. От Баба на западном побережье Каспийского моря Букаир продолжил свой путь на север. Умар использовал свою традиционную успешную стратегию многосторонних атак. Пока Букаир находился в нескольких километрах от Тифлиса, Умар дал ему указание разделить свою армию на три корпуса: один захватил Тифлис, второй шёл горами на север, третий — на юг. С успехом всех трёх миссий продвижение в Армению закончилось со смертью Умара в ноябре 644 года. К тому времени почти весь Южный Кавказ был захвачен.

## Завоевание Хорасана (651-564)

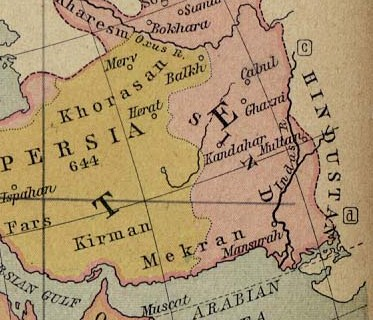
Хорасан на карте мусульманского завоевания Ирана

В руках персов к тому времени оставался лишь отдаленный Хорасан. В 651 году завоевание Хорасана было поручено Ахнафу ибн Кайсу. Ахнаф прошёл из Куфы и взял короткий маршрут через Рей и Нишапур. Рей уже был в руках мусульман, а Нишапур сдался без сопротивления. Из Нишапура Ахнаф прошёл в Герат на западе Афганистана. Герат был укрепленным городом, и в результате осада длилась несколько месяцев, прежде чем он сдался, в результате чего весь южный Хорасан оказался под контролем мусульман. Затем Ахнаф прошёл на север прямо к Мерву в современном Туркменистане. Мерв был столицей Хорасана, и здесь Йездегред III держал свой двор. Узнав о мусульманском наступлении, Йездегерд III отправился в Балх. В Мерве никакого сопротивления оказано не было, и мусульмане заняли столицу Хорасана без боя. Ахнаф остался в Мерве и ждал подкрепления из Куфы. Тем временем Йездегерд также собрал значительную силу в Балхе и вступил в союз с тюркским ханом Ферганы. Умар приказал Ахнафу добиться расторжения союза. Ферганский хан, понимая, что борьба с мусульманами может поставить под угрозу его собственное королевство, вышел из альянса и отступил в Фергану. Остальная часть армии Йездегерда была побеждена в битве на реке Окс и отступила через Окс к Трансоксиане. Сам Йездегерд сбежал в Китай. Балх был оккупирован мусульманами, и некогда могущественная империя Сасанидов перестала существовать. Мусульмане достигли самых дальних границ Ирана. За ними лежали земли тюрок и ещё дальше — Китай. Ахнаф вернулся в Мерв и отправил подробный отчёт о своём успехе и попросил разрешения пересечь реку Окс и вторгнуться в Трансоксиану. Осторожный Умар приказал Ахнафу отступить и вместо этого укрепить свою власть к югу от Окса.

## Результаты
Многие области бывшей Сасанидской державы оказывали арабским завоевателям наиболее упорное сопротивление и были в течение ещё долгого времени после 644 года фактически независимыми от центральной власти. Современные иранские историки, ссылаясь на арабские источники, рисуют картину завоевания Ирана с ожесточённым сопротивлением местного населения арабам. Хотя арабы установили гегемонию на большей части территории страны, многие города поднимали восстание, убивая арабских губернаторов и нападая на гарнизоны. Арабам приходилось подавлять восстания и повторно устанавливать  свою власть. Сжигались зороастрийские священные книги и уничтожались зороастрийские священники. Тем не менее, персы сохранили свой язык и культуру. Несмотря на то, что ко второй половине VII века ислам стал доминирующей религией в Персии (хотя зороастризм не был искоренен полностью), большинство населения региона относилось к арабской культуре с презрением.
Завоевание Ирана арабами в VII в. имело своим следствием миграцию за пределы страны, на восток, части населения поверженной Сасанидской державы. Источники сохранили упоминание о зороастрийских общинах в Индии, Средней Азии, Китае и даже Японии. 
Следствием арабского завоевания Ирана является дальнейшее распространение ислама далеко на восток и на север: именно оттуда он проник на Кавказ, в Волжскую Булгарию, к уйгурам, а затем и в некоторые страны Юго-Восточной Азии.